# مکس مور
مکس مور (Max More؛ زاده ژانویه ۱۹۶۴، با نام قانونی Max T. O'Connor که در ۱۹۹۰ تغییر کرد) یک فیلسوف و آینده پژوه است که در زمینه تصمیم‌گیری‌های پیشرفته در مورد فناوری‌های نوظهور می‌نویسد و مشاوره می‌دهد. او سفیر فعلی و رئیس بازنشسته (از فوریه ۲۰۲۱) است و تقریباً نه سال و نیم به عنوان رئیس و مدیرعامل بنیاد افزایش طول عمر الکور فعالیت کرده‌است.

## زندگی‌نامه
مکس مور متولد بریستول، انگلستان دارای مدرک فلسفه، سیاست و اقتصاد از دانشگاه آکسفورد در کالج سنت‌آنتونی، آکسفورد (۱۹۸۷) است. وی پایان‌نامه دکتری خود از دانشگاه کالیفرنیای جنوبی در سال ۱۹۹۵ دریافت کرد. در سال ۱۹۹۶، او با ناتاشا ویتا مور ازدواج کرد. این زوج از همکاران نزدیک در تحقیقات فراانسانی و گسترش زندگی هستند.
مکس مور، بنیانگذار مؤسسه اکستروپی، مقالات بسیاری نوشته‌است که از فلسفه ترابشریت و فلسفه فراانسانی برون‌گرایی حمایت می‌کند. وی در مقاله‌ای در سال ۱۹۹۰ «ماوراء انسانی: به سوی فلسفه آینده نگر»، اصطلاح «فرانسویسم» را به معنای امروزی آن معرفی کرد.